# Tratado de Cantão
O Tratado de Cantão (em chinês:  中瑞廣州條約 , em sueco:  Fördraget i Kanton) foi o primeiro tratado desigual entre a Suécia-Noruega e o Império Chinês.  O tratado foi negociado em março de 1847 por Carl Fredrik Liljevalch e Qiying, o vice-rei de Liangguang,  e foi um dos tratados desiguais entre as potências ocidentais e a China que se seguiu à Primeira Guerra do Ópio.
Na verdade, o tratado nunca foi ratificado pelos representantes chineses, o que lançou uma sombra sobre a legalidade do resultado, mas mesmo assim entrou em vigor, durando os 60 anos seguintes. 

## Provisões
Os seus termos, semelhantes aos do Tratado de Wanghia de 1844 entre os Estados Unidos e a China, previam que a Suécia-Noruega teria os mesmos privilégios na China que outras potências do tratado, o chamado estatuto de nação mais favorecida.  Tal como os Estados Unidos e o Império Britânico antes dele, o acesso comercial foi concedido aos cinco portos do tratado de Cantão (Guangzhou), Amoy, Fuzhou, Ningbo e Xangai. Isto contrastava fortemente com as anteriores relações ocidentais com a China, quando apenas Cantão estava aberto ao comércio externo.
Tal como outros países ocidentais, os direitos extraterritoriais foram concedidos à Suécia-Noruega; a jurisdição sobre os cidadãos da Suécia e da Noruega nos portos do tratado foi transferida da China para a Suécia-Noruega. Além disso, o tratado permitiu que a Suécia-Noruega enviasse cônsules para a China e que o seu comércio fosse sujeito apenas a tarifas fixas. As disposições do tratado permaneceram em vigor até o século XX, com um novo tratado sendo negociado em 1908 por Gustav Oscar Wallenberg, três anos após a dissolução da Suécia-Noruega. 